# Silas L. Niblack

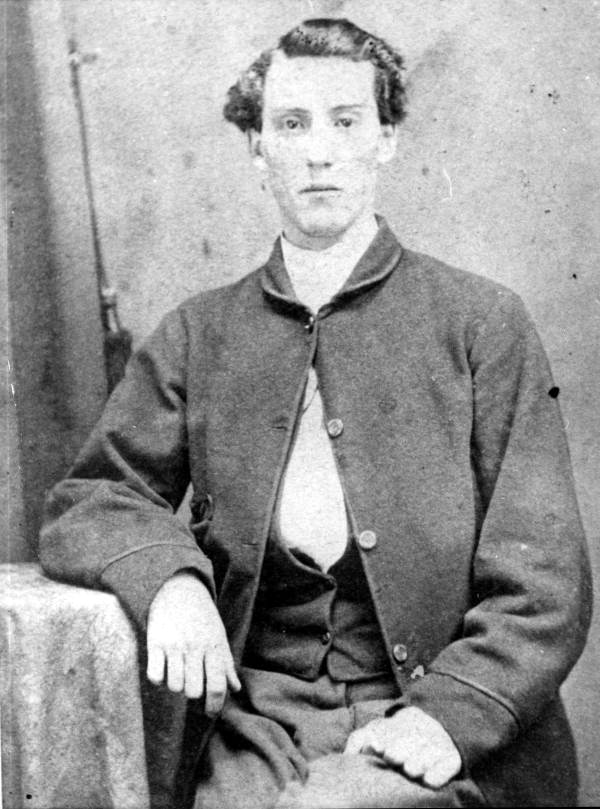
Silas L. Niblack

Silas Leslie Niblack (* 17. März 1825 im Camden County, Georgia; † 13. Februar 1883 in Lake City, Florida) war ein US-amerikanischer Politiker. Im Jahr 1873 vertrat er den Bundesstaat Florida im US-Repräsentantenhaus.

## Werdegang
Silas Niblack war ein Cousin von William E. Niblack (1822–1893), der zwischen 1857 und 1875 für den Staat Indiana im Kongress saß. Er besuchte die öffentlichen Schulen seiner Heimat. Nach einem anschließenden Jurastudium und seiner um das Jahr 1851 erfolgten Zulassung als Rechtsanwalt begann er in Lake City (Florida) in seinem neuen Beruf zu arbeiten. Im dortigen Columbia County amtierte er zeitweise als Nachlassrichter.
Politisch war Niblack Mitglied der Demokratischen Partei. Bei den Kongresswahlen des Jahres 1870 unterlag er im ersten Wahlbezirk von Florida dem Republikaner Josiah T. Walls. Niblack legte gegen den Ausgang der Wahl Widerspruch ein. In der Zwischenzeit trat Walls am 4. März 1871 sein Mandat im Kongress an. Dort zögerte sich die Entscheidung über den Wahleinspruch bis zum 29. Januar 1873 hin. An diesem Tag wurde der Fall zu Gunsten von Niblack entschieden, der damit bis zum 3. März desselben Jahres die laufende Legislaturperiode beenden konnte.
Bei den Kongresswahlen des Jahres 1872 unterlag er dem Republikaner William J. Purman, der am 4. März 1873 seine Nachfolge im US-Repräsentantenhaus antrat. Im Jahr 1879 wurde Silas Niblack in den Senat von Florida gewählt. Außerdem betrieb er intensiv Landwirtschaft; gleichzeitig praktizierte noch als Anwalt. Er starb am 13. Februar 1883 in Lake City.